# Cercle de Van Lamoen

Le cercle de Van Lamoen passe par les centres de six cercles circonscrits,,,,,

En géométrie plane euclidienne, le cercle de Van Lamoen d'un triangle {\displaystyle \mathrm {T} } est le cercle qui contient les centres des cercles circonscrits des six triangles définis à l'intérieur de {\displaystyle \mathrm {T} } par ses trois médianes,.
Plus précisément, pour les trois sommets {\displaystyle A}, {\displaystyle B}, {\displaystyle C} d'un triangle {\displaystyle \mathrm {T} }, on note {\displaystyle G} son centre de gravité (l'intersection de ses trois médianes). Soient {\displaystyle M_{a}}, {\displaystyle M_{b}}, et {\displaystyle M_{c}} les milieux des côtés {\displaystyle BC}, {\displaystyle CA}, et {\displaystyle AB}, respectivement. Il apparait alors que les centres des cercles circonscrits des six triangles intérieurs {\displaystyle AGM_{c}}, {\displaystyle BGM_{c}}, {\displaystyle BGM_{a}}, {\displaystyle CGM_{a}}, {\displaystyle CGM_{b}}, et {\displaystyle AGM_{b}} se situent sur un cercle commun, qui est le cercle de Van Lamoen de {\displaystyle \mathrm {T} }.

## Histoire
Le cercle de Van Lamoen porte le nom du mathématicien Floor van Lamoen (nl) qui l'a posé comme problème en 2000,. Une preuve a été fournie en 2001, et les éditeurs de l'American Mathematical Monthly en 2002,.

## Propriétés
Le centre du cercle de Van Lamoen est le point {\displaystyle X(1153)} dans la liste complète des centres du triangle de Clark Kimberling.
En 2003, il a été mis en évidence que la réciproque du théorème est presque vraie, dans le sens où, pour un point {\displaystyle P} quelconque à l'intérieur du triangle {\displaystyle \mathrm {T} }, et {\displaystyle AA'}, {\displaystyle BB'}, et {\displaystyle CC'} les céviennes passant par {\displaystyle P}, c'est-à-dire les segments de droite qui relient chaque sommet à {\displaystyle P} et sont étendus jusqu'à ce que chacun rencontre le côté opposé. Alors les centres des cercles circonscrits des six triangles {\displaystyle APB'}, {\displaystyle APC'}, {\displaystyle BPC'}, {\displaystyle BPA'}, {\displaystyle CPA'}, et {\displaystyle CPB'} sont cocyliques si et seulement si {\displaystyle P} est le centre de gravité de {\displaystyle \mathrm {T} } (ce qui donne le cercle de Van Lamoen) ou son orthocentre (l'intersection de ses trois hauteurs, cas du cercle d'Euler). Une preuve plus simple de ce résultat a été donnée en 2005.

## Généralisation
Dans le cas d'un point quelconque du plan, Kimberling avait remarqué que les six centres des cercles circonscrits étaient tous sur une même conique.
Une extension du théorème de van Lamoen est donné par Myakishev : 
On considère deux triangles {\displaystyle ABC} et {\displaystyle A_{1}B_{1}C_{1}}, deux triangles homologiques de centre d'homologie {\displaystyle M} et de même centre de gravité {\displaystyle G}. Alors les centres des cercles circonscrits des six triangles intérieurs {\displaystyle AMB_{1}}, {\displaystyle B_{1}MC}, {\displaystyle CMA_{1}}, {\displaystyle A_{1}MB}, {\displaystyle BMC_{1}}, et {\displaystyle C_{1}MA} se situent sur un cercle commun,.
Le théorème de van Lamoen correspond au cas particulier où {\displaystyle A_{1}B_{1}C_{1}} est le triangle médian de {\displaystyle ABC}.

## Voir également
- Cercle de Parry
- Cercle de Lester